# Del Mar (stacja metra)
Del Mar to naziemna stacja złotej linii metra w Los Angeles znajdująca się przy skrzyżowaniu South Raymond Avenue i Del Mar Boulevard/Dayton Street/Fair Oaks Avenue w południowej części Starego Miasta w Pasadenie (Old Town Pasadena). Częścią stacji jest ceglasty apartamentowiec. Przy niej znajduje się także oryginalna stacja kolejowa linii Santa Fe, w której obecnie mieści się restauracja.
Wystrój stacji nosi nazwę Kinetic Energy.
Del Mar wyposażona jest w płatny parking typu Park&Ride na 600 miejsc postojowych.

## Godziny kursowania
Tramwaje kursują w przybliżeniu pomiędzy 5:00 a 0:15 w nocy.

## Atrakcje turystyczne
- Art Center College of Design
- Central Park
- Gamble House
- Los Angeles Music Academy
- Old Town Pasadena Shopping and Dining District
- Pasadena Antique Center
- Pasadena Center and Civic Auditorium
- Pasadena Ice Skating Rink
- Pasadena Humane Society & SPCA
- Santa Fe Depot
- Rose Bowl

## Połączenia autobusowe
- Metro Local: 177, 256, 260, 686, 687
- Metro Rapid: 762
- Pasadena ARTS: 10, 20, 51, 52